# Georges Vestris
Pour les articles homonymes, voir Vestris.
Georges Vestris est un international français de basket-ball, né le 8 juin 1959 à Fort-de-France (Martinique).

## Biographie
Formé à l'ASPO Tours, ce pivot doté d'un physique hors normes (2,14 m), est repéré très tôt en raison de sa taille, qui lui permet de dominer ses adversaires près du cercle et de capter un nombre appréciable de rebonds[réf. nécessaire]. Après des débuts professionnels un peu timides, il amorce une progression sensible à partir de 1981 et boucla sa meilleure saison en 1983-84 à Tours, avec une moyenne de 14,9 points et 6,9 rebonds par match[réf. nécessaire].
Transféré dans la foulée au CSP Limoges, auréolé d'un premier titre de champion de France, il est toutefois cantonné dès son arrivée à un rôle de remplaçant, essentiellement utilisé pour le rebond et la défense. Jugé trop lent face à des intérieurs de petite taille plus mobiles et maladroit aux lancers francs, il ne confirme jamais totalement les espoirs placés en lui[réf. nécessaire].
Mal-aimé du public, il accompagne pourtant l'équipe dans sa collection de titres et présente ainsi l'un des palmarès les plus fournis du basket-ball français[réf. nécessaire].
Après son départ du CSP, Georges Vestris évolue à Gravelines puis à Pau-Orthez, présentant des statistiques relativement modestes (6,8 points et 3,7 rebonds en 18 minutes par match à Pau Orthez en 1993-1994).

## Clubs
- 1976-1981: ASPO Tours
- 1981-1984: Tours BC
- 1984-1990: CSP Limoges
- 1990-1993: Basket Club Maritime Gravelines Dunkerque Grand Littoral
- 1993-1994: Élan béarnais Pau-Orthez
- 1994-1995: ALM Évreux Basket

## Palmarès
- 1975-1976: Finaliste de la Coupe des coupes avec l'ASPO Tours
- 1979-1980: Vainqueur du Championnat de France avec l'ASPO Tours
- 1984-1985: Vainqueur du Championnat de France avec le CSP Limoges
- 1984-1985: Vainqueur de la Coupe de la Fédération avec le CSP Limoges
- 1986-1987: Vice-champion de France avec le CSP Limoges
- 1986-1987: Finaliste de la Coupe Korać avec le CSP Limoges
- 1987-1988: Vainqueur du Championnat de France avec le CSP Limoges
- 1987-1988: Vainqueur de la coupe des vainqueurs de coupes avec le CSP Limoges
- 1987-1988: Vainqueur du Tournoi des As avec le CSP Limoges
- 1988-1989: Vainqueur du Championnat de France avec le CSP Limoges
- 1989-1990: Vainqueur du Championnat de France avec le CSP Limoges
- 1989-1990: Vainqueur du Tournoi des As avec le CSP Limoges

## Équipe de France
International entre 1979 et 1991, il a totalisé 157 sélections.
Il a participé avec l'équipe de France de basket aux Jeux olympiques de Los Angeles en 1984 (11e sur 12), aux Championnats du Monde de 1986 (13e sur 24) et aux Championnats d'Europe de 1983 (5e sur 12), 1987 (9e sur 12) et 1991 (6e sur 8).

## Sources et références
1. ↑  « Fiche joueur », sur basketfrance.com via Wikiwix (consulté le 10 octobre 2023).